# Maastrichtois
Le maastrichtois ou maestrichtois(ou Mestreechs, prononcé /məˈstʀeːçs/) est le dialecte et la variante du limbourgeois parlé dans la ville néerlandaise de Maastricht au côté du néerlandais. Il n'y a pas d'intercompréhension possible entre les locuteurs de ces langues. Quant au nombre de locuteurs, c'est la variante du limbourgeois la plus étendue. Le dialecte est tonal. Comme beaucoup de dialectes limbourgeois voisin du Limbourg belge, le maastrichtois a conservé beaucoup de termes d'origine française ou wallonne. Cette influence francophone peut aussi être attribuée à l'usage important du français dans l'élite culturelle, l'éducation ainsi que l'installation de travailleurs wallons dans la ville. Bien qu'il s'agisse d'une variante du limbourgeois, l'intercompréhension persiste avec les autres dialectes, plus particulièrement avec ceux parlés dans les villages voisins.

## Variantes du Maastrichtois
Le maastrichtois est un dialecte de la ville de Maastricht et la terminologie "maastrichtois" (Mestreechs) se limite ainsi en pratique aux limites de la municipalité de Maastricht avec quelques variantes dont les principales sont l'amies et le hiersj, respectivement parlées dans les quartiers d'Amby et Heer, anciens villages ayant été rattachés à la municipalité.
Par ailleurs, deux variantes du maastrichtois sont parlées selon le statut social. Il s'agit du maastrichtois court ou standard (Kort Mestreechs, Standaardmestreechs) généralement parlé par les classes sociales moyennes et supérieures et du maastrichtois long ou étiré (Laank Mestreechs). généralement parlé par la classe ouvrière.
Une particularité du maastrichtois est qu'il confère à ses locuteurs un certain prestige. Les recherches sur le dialecte ont montré que les gens qui parlaient la forme la plus «pure» de maastrichtois, c'est-à-dire le sociolecte maastrichtois court (Kort Mestreechs), étaient perçus par d'autres comme les mieux éduqués.

## Sources
1. ↑  « On l'aime ou on le deteste, il amuse ou il effraye : c'est le carnaval legendes de Vierves-sur-Viroin », sur Le Soir (consulté le 25 mars 2022) : « Ce carnaval, qui en dialecte maestrichtois a été baptisé «Vastelaovend» »

- (en) Cet article est partiellement ou en totalité issu de l’article de Wikipédia en anglais intitulé « Maastrichtian dialect » (voir la liste des auteurs).

## Compléments